# Roemenië op de Olympische Winterspelen 1968
Tijdens de Olympische Winterspelen van 1968, die in Grenoble (Frankrijk) werden gehouden, nam Roemenië voor de achtste keer deel.

## Medailleoverzicht
| Sport     | Olympiër                   | Discipline    | Medaille |
| --------- | -------------------------- | ------------- | -------- |
| Bobsleeën | Ion Panțuru Nicolae Neagoe | 2-mansbob (m) | Brons    |

## Deelnemers en resultaten

### Alpineskiën
| Olympiër       | Discipline       | Resultaat | Prestatie                           |
| -------------- | ---------------- | --------- | ----------------------------------- |
| Dan Cristea    | afdaling (m)     | 62e       | 2.18,52 (+18,67)                    |
| Dan Cristea    | reuzenslalom (m) | 49e       | 3.51,64 (+22,36)                    |
| Dan Cristea    | slalom (m)       | 25e       | 1.53,33 (+13,60)                    |
| Dorin Munteanu | afdaling (m)     | 65e       | 2.22,53 (+22,68)                    |
| Dorin Munteanu | reuzenslalom (m) | 55e       | 3.54,96 (+25,68)                    |
| Dorin Munteanu | slalom (m)       | dnq       | niet geplaatst voor finalewedstrijd |

### Biatlon
| Olympiër                                                                | Discipline             | Resultaat | Prestatie                                                                            |
| ----------------------------------------------------------------------- | ---------------------- | --------- | ------------------------------------------------------------------------------------ |
| Constantin Carabela                                                     | 20 km (m)              | 14e       | 1:22.52,2 (+9.06,3) pen.: 0                                                          |
| Vilmoș Gheorghe                                                         | 20 km (m)              | 22e       | 1:26.07,3 (+12.21,4) pen.: 6                                                         |
| Gheorghe Cimpoia                                                        | 20 km (m)              | 23e       | 1:26.36,5 (+12.50,6) pen.: 1                                                         |
| Nicolae Bărbășescu                                                      | 20 km (m)              | 29e       | 1:28.05,3 (+14.19,4) pen.: 4                                                         |
| Gheorghe Cimpoia Constantin Carabela Nicolae Bărbășescu Vilmoș Gheorghe | 4x7,5 km estafette (m) | 7e        | 2:25.39,8 (+12.37,4) pen.: 4 (0 / 0 / 4 / 0) (36.54,2 / 34.54,7 / 38.50,3 / 35.00,6) |

### Bobsleeën
| Olympiër                                                    | Discipline                | Resultaat | Prestatie                                               |
| ----------------------------------------------------------- | ------------------------- | --------- | ------------------------------------------------------- |
| Ion Panțuru Nicolae Neagoe                                  | 2-mansbob (m) Roemenië I  | Brons     | 4.44,46 (+2,92) (1.10,20 / 1.11,62 / 1.11,31 / 1.11,33) |
| Romeo Nedelcu Gheorghe Maftei                               | 2-mansbob (m) Roemenië II | dnf       | opgave                                                  |
| Ion Panțuru Petre Hristovici Gheorghe Maftei Nicolae Neagoe | 4-mansbob (m) Roemenië I  | 4e        | 2.18,14 (+0,75) (1.10,59 / 1.07,55)                     |

### Kunstrijden
| Olympiër        | Discipline | Resultaat | Prestatie                |
| --------------- | ---------- | --------- | ------------------------ |
| Beatrice Huștiu | vrouwen    | 29e       | pc. 257,0; 1457,2 punten |

### IJshockey
| Olympiër | Discipline | Resultaat | Prestatie |
| --- | ---------- | --------- | --- |
| Constantin Dumitraș Mihai Stoiculescu Ștefan Ionescu Dezideriu Varga Zoltan Czaka Zoltan Fagarasi Răzvan Schiau Ștefan Texe Vasile Boldescu Eduard Pană Geza Szabo Ion Bașa Iulian Florescu Aurel Moiș Alexandru Calamar Valentin Ștefan Ioan Gheorghiu Iuliu Szabo | mannen     | 12e       | kwalificatieronde: 0 - 7 Roemenië - Bondsrepubliek Duitsland B-groep (9e-14e plaats): 3 - 2 Roemenië - Oostenrijk 7 - 3 Roemenië - Frankrijk 4 - 5 Roemenië - Japan 3 - 4 Roemenië - Noorwegen 5 - 9 Roemenië - Joegoslavië |

Argentinië · Australië · Bondsrepubliek Duitsland · Bulgarije · Canada · Chili · Denemarken · Duitse Democratische Republiek · Finland · Frankrijk · Griekenland · Groot-Brittannië · Hongarije · IJsland · India · Iran · Italië · Japan · Joegoslavië · Libanon · Liechtenstein · Marokko · Mongolië · Nederland · Nieuw-Zeeland · Noorwegen · Oostenrijk · Polen · Roemenië · Sovjet-Unie · Spanje · Tsjecho-Slowakije · Turkije · Verenigde Staten · Zuid-Korea · Zweden · Zwitserland